# Rye House Plot

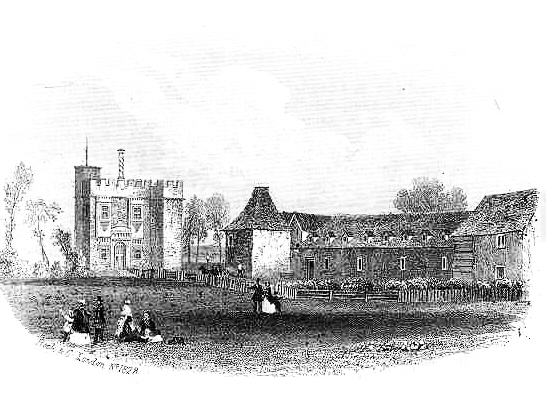
Rye House.

Rye House Plot var en mot engelske kungen Karl II och dennes bror Jakob 1683 riktad mordsammansvärjning. 
Den fick sitt namn efter lantgården Rye House i Hertfordshire, där de sammansvurna planerat att mörda konungen under dennes resa från Newmarket till London. Karl anträdde emellertid tillfälligtvis resan en vecka tidigare, än man beräknat, och undgick därigenom faran. Deltagare i sammansvärjningen var några ultraprotestantiska fanatiker (Richard Rumbold, Robert Ferguson, John Wildman med flera), som ville bana väg för Karls oäkta son, hertigen av Monmouth, till tronen. 
Genom falskt vittnesmål av en lord Howard invecklades i rättegången mot de sammansvurna en krets missnöjda, ivrigt protestantiska adelsmän (Essex, Russell, Algernon Sidney med flera), vilka misstänks ha samtidigt haft planer på uppror, men inte torde ha vetat om mordsammansvärjningen. Russell och Sidney dömdes till döden och avrättades, Essex begick självmord i fängelset. Torypartiet begagnade händelsen till att stärka sin ställning, och kungens popularitet steg betydligt till följd av den dödsfara han ansågs ha med nöd och näppe undgått.